# Account of the dangerous voyage and bold assaults of Captain Bartholomew Sharp and others
Account of the dangerous voyage and bold assaults of Captain Bartholomew Sharp and other est un livre autobiographique de piraterie publié en 1684 par le chirurgien anglais Basil Ringrose, qui a accompagné de 1680 à 1682 le chef pirate Bartholomew Sharp, ainsi que d'autres pirates du Panama dans les raids sur la Côte pacifique, via l'isthme de Panama. 

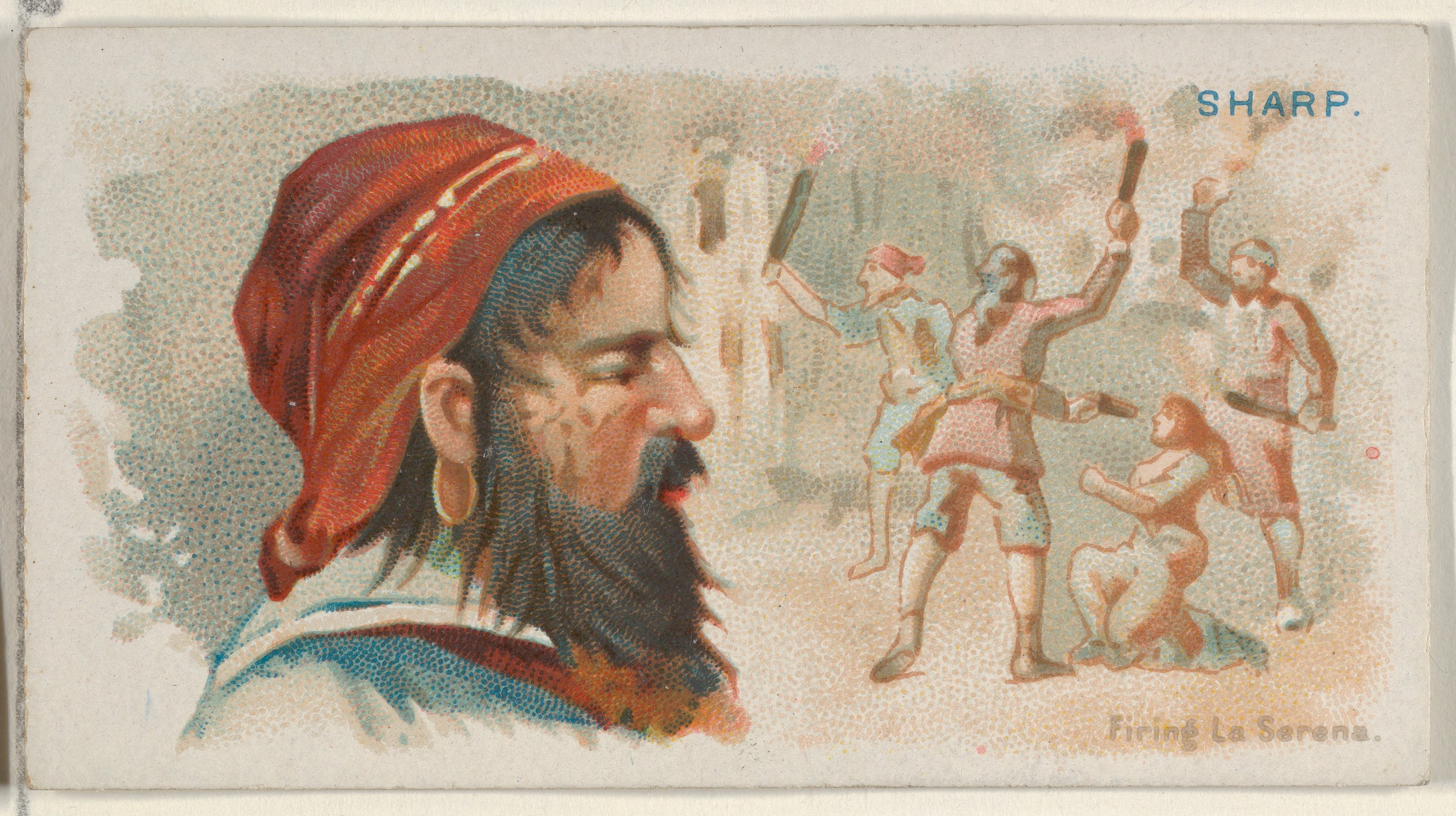
Bartholomew Sharp.

Appelé aussi The South Seas Waggoner, ce livre sera ajouté en 4e partie à une des rééditions du livre d'Alexandre-Olivier Exquemelin publié en 1678. La réédition est redécouverte au XIXe siècle.
Ce témoignage historique complète et précède les récits de William Dampier, Lionel Wafer et Raveneau de Lussan, en particulier sur le Rendez-vous de l'île d'Or qui permet de traverser chaque année entre 1680 et 1688 l'isthme de Panama avec l'aide des indiens Kunas. Il est précédé par celui d'Alexandre-Olivier Exquemelin.